# Donji Smrtići
Donji Smrtići (szerbül: Доњи Смртићи), település Bosznia-Hercegovinában, a Bosanska Krajina és a Bosanska Posavina közötti átmeneti területen, Prnjavor község területén, a Szerb Köztársaságban. 

## Fekvése
Bosznia-Hercegovina északi részén, Banja Lukától légvonalban 49, közúton 75 km-re északkeletre, községközpontjától légvonalban 13, közúton 19 km-re északkeletre, az Ukrina és bal oldali mellékvize a Jadovica összefolyásától nyugatra fekvő dombvidéken, 120-204 méteres tengerszint feletti magasságban fekszik.

## Népessége
| Nemzetiségi csoport | Népesség 1991 | Népesség 2013 |
| ------------------- | ------------- | ------------- |
| Szerb               | 660           | 463           |
| Bosnyák             | 0             | 0             |
| Horvát              | 5             | 5             |
| Jugoszláv           | 0             | 0             |
| Egyéb               | 7             | 3             |
| Összesen            | 672           | 471           |

## Története
A határában talált régészeti leletek tanúsága szerint terüólete már a korai kőkorszak óta lakott volt, de előkerültek itt ókori és középkori leletek is.
A térség 1878-ig tartozott az Oszmán Birodalomhoz, ekkor a berlini kongresszus határozata alapján az Osztrák-Magyar Monarchia része lett. A településre 1892-től az osztrák uralom alá került Dél-Lengyelországból és Nyugat-Galíciából számos lengyel és ruszin család települt itt le. A jobbágyok helyzete Lengyelországban, különösen Krakkó környékén nagyon nehéz volt. Amikor az osztrák hatóságok felhívást küldtek, hogy ha a lengyelek Boszniába akarnak menni, ingyen földet kaphatnak, a lengyel jobbágyok küldöttségüket Boszniába küldték. Amikor a delegáció jó hírekkel tért vissza, egyre többen jelentkeztek, hogy Boszniába települnek. Galícia ugyancsak Ausztria fennhatósága alá tartozott, onnan görög katolikus ukránok (ruszinok) vándoroltak be Bosznia-Hercegovinába. Bár termőföldet ígértek nekik, a korábban beköltözött lakosok által elfoglalt termőföld híján az ukránok többnyire megművelhetetlen területekre települtek. 1910-ben a Prnjavori járáshoz tartozó településen 25 háztartást, 150 római katolikus és 7 görög katolikus lakost találtak. A monarchia szétesésével 1918-ban előbb a Szerb-Horvát-Szlovén Királyság, majd 1929-től a Jugoszláv Királyság része. 1921-ben a településnek 45 háztartása és 260 lakosa volt. Az 1929-es törvény értelmében, amikor Bosznia-Hercegovinát négy banovinára, Drinskára, Vrbaskára, Zetskára és Primorskára osztották, a település a Vrbaska banovina része lett, amelynek székhelye Banja Luka volt Jugoszlávia megszállása után a Független Horvát Állam (NDH) része lett. A második világháború után a település a szocialista Jugoszláviához tartozott. A háború után a lengyel lakosság visszatelepült Lengyelországba, míg az ukránok nagy része a Vajdaság és Szlavónia nagyobb településeire költözött. Helyükre szerbek települtek. A daytoni békeszerződést követő területfelosztásnál a település Prnjavor község részeként a Szerb Köztársaság területéhez került. 

## Nevezetességei
- Szent Marina nagyvértanú tiszteletére szentelt ortodox temploma 2014-ben épült a helyi temetőben.[4]

- Gaj – őskőkori telep másodlagosan fekvő maradványai egy a harmadidőszaki alapokig lekopott dombtetőn. A leletek a paleolitikum korai időszakában virágzott, közelebbről nem meghatározott kultúrához tartoznak.[4]

- Gradina – őskőkori telep és őskori erődített település maradványai az Ukrina és a Jadovica összefolyása feletti 100x60 méteres platón. A platót a déli olalról lehetett megközelíteni. Kőzépső részén a fekete színű rétegben megmunkált kőeszközöket találtak. A plató szélein az erdő alatti, sötétebb színű rétegben számos őskori kerámiatöredéket találtak. Korukat a bronzkorra és a vaskorra teszik.[4]

- Lješica – őskőkori telep maradványai egy kerek, agyagos dombtetőn. A leletek főként megmunkált kőeszközökből állnak és a paleolitikum korai időszakából származnak.[4]

- Pod Gradinom – a mészkőtalajba vájt valószínűleg késő ókori gabonatároló maradványai a Gradina nevű magaslat nyugati lejtőin. Magassága 2,40 méter, szélessége a nyílásnál 0,60 méter, lejjebb pedig 1,00 – 1,40 méter közötti. Nemrég a földmunkák során fedezték fel.[4]

- Rimsko Greblje – késő középkori temető maradványai, egy darab fennmaradt stećak sírkővel. A többi megsemmisült.[4]